# Christian Sprenger
Christian Sprenger (Brisbane, 19 dicembre 1985) è un ex nuotatore australiano.
È cugino del nuotatore Nicholas Sprenger.

## Palmarès
- Olimpiadi

Pechino 2008: argento nella 4x100m misti.
Londra 2012: argento nei 100m rana e bronzo nella 4x100m misti.
- Mondiali

Roma 2009: bronzo nei 200m rana e nella 4x100m misti.
Shanghai 2011: argento nella 4x100m misti.
Barcellona 2013: oro nei 100m rana, argento nei 50m rana e nella 4x100m misti.
- Giochi PanPacifici

Irvine 2010: argento nei 100m rana e bronzo nella 4x100m misti.
- Giochi del Commonwealth

Melbourne 2006: oro nella 4x100m misti.
Delhi 2010: oro nella 4x100m misti, argento nei 100m rana e bronzo nei 200m rana.
Glasgow 2014: argento nella 4x100m misti e bronzo nei 50m rana.